# Ofloxacine
La page sur l'ofloxacine ne donne pas d'avis médical : seul un professionnel (médecin, pharmacien, etc.) est habilité à le faire. Ce médicament fait partie des fluoroquinolones, une classe d'antibiotiques susceptible d'occasionner des effets secondaires potentiellement graves, toute automédication basée sur les informations contenues dans cet article doit donc être exclue.
L'ofloxacine est la dénomination commune internationale d'un antibiotique de synthèse appartenant à la famille des fluoroquinolones. Son énantiomère actif est la levofloxacine.
L'ofloxacine est généralement efficace sur les bactéries Gram-négatives et souvent utilisée dans les infections urinaires et digestives. C'est un antibiotique à large spectre, bactéricide.
La molécule, découverte en 1980 par des chercheurs japonais, est commercialisée sous le nom de marque Oflocet par les laboratoires Aventis (en Belgique : Tarivid - Sanofi-Aventis). La molécule est commercialisée au Canada sous le nom de Floxin par Janssen-Ortho.
Elle fait partie de la liste des médicaments essentiels de l'Organisation mondiale de la santé (liste mise à jour en avril 2013).